# Плімут (Огайо)
Плімут (англ. Plymouth) — селище (англ. village) в США, в округах Ричленд і Гурон штату Огайо. Населення — 1707 осіб (2020).

## Географія
Плімут розташований за координатами 40°59′49″ пн. ш. 82°40′3″ зх. д. / 40.99694° пн. ш. 82.66750° зх. д. (40.997018, -82.667400).  За даними Бюро перепису населення США в 2010 році селище мало площу 6,47 км², з яких 6,38 км² — суходіл та 0,08 км² — водойми.

## Демографія
Згідно з переписом 2010 року, у селищі мешкало 1857 осіб у 696 домогосподарствах у складі 499 родин. Густота населення становила 287 осіб/км².  Було 794 помешкання (123/км²).
Расовий склад населення:
| - 97,6 % — білих - 0,3 % — чорних або афроамериканців - 0,2 % — корінних американців - 0,2 % — азіатів |

До двох чи більше рас належало 0,7 %. Частка іспаномовних становила 2,5 % від усіх жителів.
За віковим діапазоном населення розподілялося таким чином: 29,5 % — особи молодші 18 років, 57,2 % — особи у віці 18—64 років, 13,3 % — особи у віці 65 років та старші. Медіана віку мешканця становила 34,1 року. На 100 осіб жіночої статі у селищі припадало 92,8 чоловіків;  на 100 жінок у віці від 18 років та старших — 90,1 чоловіків також старших 18 років.
Середній дохід на одне домашнє господарство  становив 55 628 доларів США (медіана — 48 088), а середній дохід на одну сім'ю — 65 411 долар (медіана — 60 563). Медіана доходів становила 41 500 доларів для чоловіків та 35 568 доларів для жінок. За межею бідності перебувало 14,3 % осіб, у тому числі 24,9 % дітей у віці до 18 років та 4,7 % осіб у віці 65 років та старших.
Цивільне працевлаштоване населення становило 772 особи. Основні галузі зайнятості: виробництво — 38,2 %, освіта, охорона здоров'я та соціальна допомога — 15,9 %, мистецтво, розваги та відпочинок — 10,6 %, транспорт — 7,5 %.